# Honda GB 350
Die Honda GB 350 ist ein Motorradmodell des japanischen Herstellers Honda. Das Motorrad wurde 2020 dem indischen Markt vorgestellt, dort ist es unter der Bezeichnung CB 350 RS bzw. 350 H'ness (highness) bekannt. Zwischenzeitlich wurde das Modell dann auch beispielsweise dem japanischen und australischen Markt verfügbar gemacht. Im November 2024 wurde das Motorrad dann auf der Motorradmesse EICMA in Mailand dem europäischen Markt präsentiert.

## Motor
Das Motorrad hat einen luftgekühlten Einzylindermotor mit einer Leistung 21 PS (15 kW) bei 5500/min, das maximale Drehmoment beträgt 29 Nm bei 3000/min. Der Hub von 90,5 mm in Kombination mit 70 mm Bohrung ergibt ein Arbeitsvolumen von 348 cm³. Zur Gemischaufbereitung dient eine elektronisch geregelte Saugrohreinspritzung.
Die Höchstgeschwindigkeit wird vom Hersteller mit 114 km/h angegeben, der Durchschnittsverbrauch zu 2,5 Litern/100 km.

## Ausstattung
Es gibt einen Elektrostarter, ein Fünfganggetriebe, Traktionskontrolle und ABS. Der große Benzintank ermöglicht in Kombination mit niedrigem Verbrauch Reichweiten von 570 km mit einer Tankfüllung. Rundum ist das Motorrad mit LED-Beleuchtung ausgestattet und verfügt über einen Tachometer ohne Drehzahlmesser, der neben der Geschwindigkeit auch die Uhrzeit, Gang und Kraftstoffverbrauch anzeigt.

## Fahrwerk
Gebremst wird an der Vorderachse mit einer 310 mm großen Einscheibenbremse. An der hinteren Achse gibt es eine 240 mm große Einzelscheibe.
Die Radaufhängung vorne besteht aus einer 41-mm-Teleskopgabel mit 106 mm Federweg, die hintere Aufhängung hat zwei Federbeine.
Die Bereifung ist vorne 100/90-R19, hinten 150/70-R17 in Kombination mit Aluminium-Gussfelgen. Der Radstand beträgt 1440 mm.
Vollgetankt wiegt das Motorrad laut Hersteller 178 kg.

## Verfügbarkeit und Preise
Das Motorrad soll in Deutschland 4490 € inkl. Überführung kosten und in drei unterschiedlichen Farben erhältlich sein. Zum 1. April 2025 trat eine Preiserhöhung auf 4000 € zuzüglich 599 € Überführung in Kraft. (Stand Nov. 2024)